# Сутичка (фільм, 1982)
«Сутичка» — радянський телефільм 1982 року, знятий режисером Юрієм Єрзінкяном на кіностудії "Вірменфільм".

## Сюжет
Старий коряк Комо, один із найкращих мисливців селища, збирається піти в тундру, щоб там, за звичаями предків, померти далеко від людей. Незважаючи на нездужання, що змучило його, герой вирішує виконати останнє доручення і береться відвезти велику суму грошей в далеке селище. У дорозі Комо зустрічається з Степаном, що втік із ув'язнення. Під впливом Комо Степан переглядає свої життєві позиції і допомагає старому доставити гроші за призначенням.

## У ролях
- Армен Джигарханян — Степан
- Максим Мунзук — головна роль
- Віктор Корешков — роль другого плану
- Олександр Ондар — роль другого плану
- Нартай Бегалін — роль другого плану

## Знімальна група
- Режисер — Юрій Єрзінкян
- Сценарист — Зорій Балаян
- Оператор — Георгій Айрапетов
- Композитор — Тигран Мансурян
- Художник — Олександр Шакарян